# フィリップ・バンジャク
フィリップ・バンジャク（チェコ語: Filip Bandžak、1983年9月10日 - ）は、チェコ出身のバリトン歌手。

## 略歴
チェコスロバキアのパルドゥビツェ生まれ。チェコのプラハで住む。
1992年に, プラハチェコ少年少女合唱団で 開始した。
1995年に、プラハのチェコ国民劇場で歌手としてデビューした。
1998年にスペインのトロサのヨーロッパ6大合唱コンクールで優勝した。
プルゼニの西ボヘミア大学に入学、心理学および音楽と文化学の学位を取った。
2005年にモスクワのロシア舞台芸術アカデミーで勉強した。
2006年にチェコのカルロヴィ・ヴァリのアントニン・ドヴォルザーク国際声楽コンクールで勉強した。
2008年に中国の寧波で3年に一度行われる中国国際声楽コンクールで特別賞を受賞した。
2009年にマリア・カラスの二つ目の故郷、ギリシャのアテネで開催されるマリア・カラス国際グランプリで賞を受賞した。
2014年には欧州連合の「黄金ヨーロッパ」(「The Golden Europea」) の賞を受賞た。